# جيري سيتشتينج
جيري سيتشتينج (بالإنجليزية: Jerry Sichting)‏ مواليد 29 نوفمبر 1956 في مارتينسفيل، هو لاعب كرة سلة محترف أمريكي معتزل أصبح مدرباً بدأ مسيرته الاحترافية في سنة 1980 حيث تم اختياره من قبل فريق غولدن ستايت ووريورز خلال الدرافت، درب في الرابطة الوطنية لكرة السلة. يبلغ طوله 6 قدم 1 بوصة (1.9 م). اعتزل اللعب في 1990. فاز كلاعب ببطولة الرابطة الوطنية لكرة السلة مع بوسطن سيلتكس في موسم 1985–86.

## فرق لعب لها
- إنديانا بايسرز
- بوسطن سيلتكس
- بورتلاند ترايل بلايزرز
- شارلوت هورنتس
- ميلووكي باكز

## روابط خارجية
- جيري سيتشتينج على موقع إن بي أي (الإنجليزية)
- جيري سيتشتينج على موقع سبورتس رفرنس (الإنجليزية)
- جيري سيتشتينج على موقع كلية كرة السلة في سبورتس رفرنس.كوم (الإنجليزية)
- جيري سيتشتينج على موقع ريلجم (الإنجليزية)
- جيري سيتشتينج على موقع بروبوليرز (الإنجليزية)
- جيري سيتشتينج على موقع سبورتس رفرنس (الإنجليزية)